# Pasión dominguera
 Pasión dominguera  es una película de Argentina filmada en blanco y negro dirigida por Emilio Ariño según su propio guion escrito en colaboración con el guion de Gustavo Ghirardi que se estrenó el 26 de febrero de 1970 y que tuvo como actores principales a Jorge Porcel, Luis Tasca, Fidel Pintos y Nathán Pinzón. Tuvo el título alternativo de Los hinchas.

## Sinopsis
Un camarero, un notario, un policía y unos sepultureros dejan todo para ir a ver jugar a su equipo favorito de fútbol.

## Reparto
- Jorge Porcel
- Luis Tasca
- Fidel Pintos
- Nathán Pinzón
- Perla Caron
- Beto Gianola
- Néstor Fabián
- Juan Carlos de Seta
- Gloria Leyland
- Federico Luppi
- Beatriz Bonnet
- Manuel De Sabattini
- Vicente Ariño
- Roberto Galán
- Héctor Sturman
- Palito Ortega
- Ringo Bonavena
- Jorge Salcedo
- Marty Cosens
- Fernando Iglesias

## Comentarios
La Gaceta opinó:

”Una dirección fallida hace fracasar este intento de reflejar en la pantalla la pasión popular por el fútbol.”

Manrupe y Portela escriben:

”Calificada como “B” (de exhibión no obligatoria) se exhibió en algunas salas barriales como complemento.”